# East Bowes
East Bowes is een plaats in de regio Mid West in West-Australië en maakt deel uit van het lokale bestuursgebied (LGA) Shire of Northampton, waarvan Northampton de hoofdplaats is. Het ligt net ten oosten van de North West Coastal Highway, ongeveer 470 kilometer ten noordnoordwesten van Perth. In 2021 telde East Bowes 46 inwoners.